# Miłość, gimbaza i kosmiczna faza
Miłość, gimbaza i kosmiczna faza (jap. 中二病でも恋がしたい! Chūnibyō demo koi ga shitai!) – seria light novel napisana przez Torako oraz zilustrowana przez Nozomi Ōsakę. Powieść została honorowo wyróżniona podczas rozdania nagród Kyoto Animation w 2010 roku, co w konsekwencji doprowadziło do wydania powieści przez to studio w czerwcu 2011 roku. 
Na podstawie powieści powstały dwie 12-odcinkowe serie anime wyprodukowane przez Kyoto Animation, które były emitowane kolejno w 2012 roku oraz 2014 roku, dwa odcinki OVA, dwie sześcio-odcinkowe serie ONA wyemitowane za pośrednictwem YouTube oraz siedmioczęściowy odcinek Depth of Field. Powstały także dwa filmy pełnometrażowe, które wyświetlano w kinach.
W Polsce obie serie anime wyemitowano na kanale 2x2. Film pełnometrażowy Take on Me wydano także w formie dwupłytowego wydania DVD i Blu-Ray pod tytułem Za mną leć!

## Fabuła
Yūta Togashi jest chłopcem rozpoczynającym naukę w liceum. W gimnazjum cierpiał na „Chūnibyō” – wierząc, że posiada nadnaturalne moce nazywał siebie „Panem Mrocznych Płomieni”. Rozpoczynając licealne życie chciał zapomnieć o swojej mrocznej przyszłości. Jednakże jego sekret odkrywa koleżanka z klasy Rikka Takanashi, która również posiada Chūnibyō. Z początku Yūta niechętnie zadaje się z dziewczyną, ale z czasem bohaterowie zbliżają się do siebie. Zakładają klub, który z czasem zbiera grupę innych nieciekawych przypadków, takich jak Shinka Nibutani, Sanae Dekomori czy Kumin Tsuyuri.

## Bohaterowie
- Yūta Togashi (jap. 富樫 勇太 Togashi Yūta)

Seiyū: Jun Fukuyama 
- Rikka Takanashi (jap. 小鳥遊 六花 Takanashi Rikka)

Seiyū: Maaya Uchida 
- Shinka Nibutani (jap. 丹生谷 森夏 Nibutani Shinka)

Seiyū: Chinatsu Akasaki 
- Sanae Dekomori (jap. 凸守 早苗 Dekomori Sanae)

Seiyū: Sumire Uesaka 
- Makoto Isshiki (jap. 一色 誠 Isshiki Makoto)

Seiyū: Sōichirō Hoshi 
- Kumin Tsuyuri (jap. 五月七日 くみん Tsuyuri Kumin)

Seiyū: Azumi Asakura 
- Nanase Tsukumo (jap. 九十九 七瀬 Tsukumo Nanase)

Seiyū: Kikuko Inoue 
- Toka Takanashi (jap. 小鳥遊 十花 Takanashi Tōka)

Seiyū: Eri Sendai 
- Yumeha Togashi (jap. 富樫 夢葉 Togashi Yumeha)

Seiyū: Mami Shitara 
- Kuzuha Togashi (jap. 富樫 樟葉 Togashi Kuzuha)

Seiyū: Kaori Fukuhara 
- Satone Shichimiya (jap. 七宮 智音 Shichimiya Satone)

Seiyū: Juri Nagatsuma 
- Kazari Kannagi (jap. 巫部 風鈴 Kannagi Kazari)

Seiyū: Manami Shirakawa 

## Light novel
Chūnibyō demo koi ga shitai! jest serią light novel napisaną przez Torako i zilustrowaną przez Nozomi Ōsakę. Pierwszy tom powieści został honorowo wyróżniony w kategorii najlepsza powieść na 1. ceremonii rozdania Kyoto Animation Award. Studio później opublikowało kolejne trzy części powieści; pierwszy tom 1 czerwca 2011 roku.

## Anime
Studio Kyoto Animation wyprodukowało 12-odcinkową adaptację powieści w formie anime, którą wyreżyserował Tatsuya Ishihara. Odcinki były emitowane od 3 października do 19 grudnia 2012 roku na stacjach Tokyo MX TV, Sun TV, KBS Kyoto oraz TV Aichi. Odcinki zostały wydane później na sześciu płytach DVD pomiędzy 19 grudnia 2012 a 15 maja 2013 roku. Do wydania na DVD dodano także krótkometrażowe odcinki zatytułowane Depth of Field: Ai to nikushimi gekijō (jap. Depth of Field ～ 愛と憎しみ劇場).
W Polsce seria ta została wyemitowana z polskim lektorem na kanale 2x2 TV pod tytułem Miłość, gimbaza i kosmiczna faza.
| N/o | Tytuł odcinka                                                                         | Premiera                                         | Premiera        |
| --- | ------------------------------------------------------------------------------------- | ------------------------------------------------ | --------------- |
| 1   | Kaikō no... jaō shingan (邂逅の・・・邪王真眼)                                        | 3 października 2012                              | 12 grudnia 2016 |
| 2   | Senritsu no... prestige Senritsu no... purīsutesu (旋律の・・・ 聖調理人)             | 10 października 2012                             |                 |
| 3   | Itan'naru... Twin tails Itan'naru... tsuintēru (異端なる・・・ 双尾娘)                | 17 października 2012                             |                 |
| 4   | Tsūkon no... mabinogion (痛恨の・・・ 闇聖典)                                         | 24 października 2012                             |                 |
| 5   | Sokubaku no... Hard study Sokubaku no... hādo sutadi (束縛の・・・ 十字架)            | 31 października 2012                             |                 |
| 6   | Shokuzai no... Innocent Shokuzai no... inosento (贖罪の・・・ 救世主)                 | 7 listopada 2012                                 |                 |
| 7   | Tsuioku no... Paradise Lost Tsuioku no... paradaisu rosuto (追憶の・・・ 楽園喪失)    | 14 listopada 2012                                |                 |
| 8   | Futaridake no... Exile Futaridake no... eguzairu (二人だけの・・・ 逃避行)            | 21 listopada 2012                                |                 |
| 9   | Konton no... Chaos Heart Konton no... kaosu hāto (混沌の・・・ 初恋煩)                | 28 listopada 2012                                |                 |
| 10  | Seibo no... Pandora's Box Seibo no... pandorazu bokkusu (聖母の・・・ 弁当箱)         | 5 grudnia 2012                                   |                 |
| 11  | Hen'yoku no Fallen Angel Hen'yoku no fōrin enjeru (片翼の堕天使)                      | 12 grudnia 2012                                  |                 |
| 12  | Eternal engage Etānaru engēji (終天の契約)                                            | 19 grudnia 2012                                  |                 |
| OVA | Kirameki no... Slapstick Noel Kirameki no... surappusutikku noeru (煌めきの…聖爆誕祭) | 19 czerwca 2013 (DVD) 25 grudnia 2013 (Tokyo MX) |                 |

Przed emisją serii w telewizji, za pośrednictwem serwisu YouTube swoją premierę miały krótkometrażowe odcinki Chūnibyō demo koi ga shitai! Lite; pierwszy z nich pojawił się w serwisie 27 września 2012 roku. Łącznie wyemitowano sześć odcinków z tej serii.
Odcinki te zostały później wydane 19 czerwca 2013 roku na DVD, w zestawie razem z kolejnym odcinkiem z serii Depth of Field oraz odcinkiem OVA.
| N/o | Tytuł odcinka                                     | Premiera             |
| --- | ------------------------------------------------- | -------------------- |
| 1   | Volleyball Barēbōru (バレーボール)                | 27 września 2012     |
| 2   | Jaō shingan reimeihen (邪王真眼・黎明篇)          | 4 października 2012  |
| 3   | Watashi no onii-chan (わたしのお兄ちゃん)         | 11 października 2012 |
| 4   | Niku-jaga tsukuru yo! (肉じゃが作るよ！)          | 18 października 2012 |
| 5   | Nemureru hōkago no bishōjo (眠れる放課後の美少女) | 25 października 2012 |
| 6   | Dekomori VS Nibutani (凸守 VS 丹生谷)             | 1 listopada 2012     |

### Film
14 września 2013 roku miał swoją premierę w japońskich kinach film pełnometrażowy Takanashi Rikka kai: Gekijō-ban chūnibyō demo koi ga shitai! (jap. 小鳥遊六花・改 ～劇場版 中二病でも恋がしたい!～). Reżyserem filmu był Tatsuya Ishihara. Film opowiada wydarzenia pierwszego sezonu z perspektywy Rikki.

### Druga seria
Druga seria anime, zatytułowana Miłość, gimbaza i kosmiczna faza: Porywy serca (jap. 中二病でも恋がしたい！戀 Chūnibyō demo koi ga shitai! Ren), została wyemitowana od 8 stycznia do 26 marca 2014 roku jednocześnie zarówno w Japonii jak i za pośrednictwem serwisu Crunchyroll w Stanach Zjednoczonych i Kanadzie.
W Polsce seria ta została wyemitowana z polskim lektorem na kanale 2x2 TV pod tytułem Miłość, gimbaza i kosmiczna faza: Porywy serca.
| N/o | Tytuł odcinka                                                                                                 | Premiera w Japonii | Premiera w Polsce |
| --- | --- | ------------------ | ----------------- |
| 1   | Fukkatsu no... jaō shingan (復活の・・・邪王真眼)                                                             | 8 stycznia 2014    | 14 lutego 2017    |
| 2   | Dolphin ring striker Dorufinringu sutoraikā (海豚の・・・恋人契約)                                            | 15 stycznia 2014   |                   |
| 3   | Tsuigeki no... mahō maō shōjo (追撃の・・・魔法魔王少女)                                                      | 22 stycznia 2014   |                   |
| 4   | Mukunaru... Queen Maker Mukunaru... kuīnmēkā (無垢なる・・・ 生徒会長選挙)                                    | 29 stycznia 2014   |                   |
| 5   | Gensō no... Siesta Labyrinth Gensō no... shiesuta rabirinsu (幻想の・・・ 昼寝迷宮)                           | 5 lutego 2014      |                   |
| 6   | Tamerai no... Tsukushinoshima Traveling Tamerai no... Tsukushinoshima toraberingu (躊躇いの・・・ 筑紫島周遊) | 12 lutego 2014     |                   |
| 7   | Volcano Triangle Vorukēno toraianguru (すれ違いの・・・心模様)                                                | 19 lutego 2014     |                   |
| 8   | Itsuwari no... Morrismer Itsuwari no... morisamā (偽りの・・・ 精霊聖母)                                      | 26 lutego 2014     |                   |
| 9   | Resort · Last Resort Rizōto rasutorizōto (波打際の・・・究極奥義)                                             | 5 marca 2014       |                   |
| 10  | Gauntlet of rain (真夏の夜の・・・雨と鞭)                                                                     | 12 marca 2014      |                   |
| 11  | Blue Moon · Ragnarok Burūmūn ragunaroku (青き月の・・・最終決戦)                                              | 19 marca 2014      |                   |
| 12  | Tasogare no... Higher engagement Tasogare no... haiyāengēji (黄昏の・・・ 上級契約)                           | 26 marca 2014      |                   |
| OVA | The Rikka Wars (再生の・・・ 邪王真眼黙示録)                                                                  | 17 września 2014   |                   |

Wyprodukowano także kolejnych sześć krótkich odcinków Lite, które miały swoją premierę za pośrednictwem serwisu YouTube od 26 grudnia 2013 roku do 13 marca 2014.
| N/o | Tytuł odcinka                                                                                       | Premiera         |
| --- | --------------------------------------------------------------------------------------------------- | ---------------- |
| 1   | Kotatsumuri (こたつむり)                                                                            | 26 grudnia 2013  |
| 2   | Monomorai, mebachiko arui wa meibo to iu na no yamai (ものもらい、めばちこ或いはめいぼと言う名の病) | 16 stycznia 2014 |
| 3   | Jaō shingan fūun-hen (邪王真眼風雲編)                                                               | 30 stycznia 2014 |
| 4   | Dekomori VS Nibutani 2 (凸守 VS 丹生谷 2)                                                           | 13 lutego 2014   |
| 5   | Watashi no onii-chan 3: kyanpu-hen (私のお兄ちゃん3 キャンプ編)                                     | 27 lutego 2014   |
| 6   | Daitenshi shōkan (大天使召喚)                                                                       | 13 marca 2014    |

### Film
W maju 2017 roku studio Kyoto Animation potwierdziło produkcję kolejnego filmu z serii. Film zatytułowano Miłość, gimbaza i kosmiczna faza! Za mną leć (jap. 映画 中二病でも恋がしたい！ -Take On Me- Eiga chūnibyō demo koi ga shitai! Take On Me). Film miał swoją premierę 6 stycznia w kinach w Japonii. W Polsce film miał swoją premierę 29 października 2018 roku.

### Muzyka
| Seria          | Odcinki  | Tytuł                   | Twórcy              |
| Czołówka       | Czołówka | Czołówka                | Czołówka            |
| -------------- | -------- | ----------------------- | ------------------- |
| 1              | 1-12     | „Sparkling Daydream”    | Zaq                 |
| 2              | 1-12     | „Voice”                 | Zaq                 |
| Napisy końcowe |          |                         |                     |
| 1              | 1-12     | „Inside Identity”       | Black Raison d'être |
| 2              | 1-12     | „Van!shment Th!s World” | Black Raison d'être |

Czołówką pierwszej serii jest utwór „Sparkling Daydream” autorstwa Zaq; utwór został wydany jako singiel 24 października 2012 roku. Utworem wykorzystanym w endingu pierwszej serii jest utwór „Inside Identity” wykonywany przez Black Raison d'être; utwór został wydany jako singiel 21 listopada 2012 roku.
Czołówką drugiej serii jest utwór „Voice” autorstwa Zaq; utwór został wydany jako singiel 29 stycznia 2014 roku. Utworem wykorzystanym w endingu drugiej serii jest utwór „Van!shment Th!s World” wykonywany przez Black Raison d'être; utwór został wydany jako singiel 5 lutego 2014 roku.
Czołówką odcinków serii Lite jest utwór „Kimi e” (jap. 君へ), natomiast endingiem jest utwór „Shikkoku ni odoru haōbushi” (jap. 漆黒に躍る弧濁覇王節). Oba utwory wykonywane są przez Zaq i zostały wydane na płycie zatytułowanej Ankoku kōsai gakuten Dark Iris Musical Grammar (jap. 暗黒虹彩楽典 Dark Iris Musical Grammar) 26 grudnia 2012 roku.
Endingiem drugiej serii Lite jest utwór „Shin'en ni mau senritsu shanikusai” (jap. 深淵に舞う戦慄謝肉祭) autorstwa Zaq.